# Guitar hero
Pour les articles homonymes, voir Guitar hero (homonymie).
Un guitar hero (signifiant littéralement « héros de la guitare ») est un titre officieux décerné à certains guitaristes, en particulier dans le rock/metal ; il récompense en général les artistes alliant une virtuosité technique (maîtrise du tapping, du sweeping, du picking, etc.), à un sens de la mélodie, ainsi qu'un impact historique important. 

## Liste deguitar heroes
Pour n'en citer que quelques-uns reconnus comme tels :
| Guitar Hero          | Groupe(s)                                   | Style(s)                                    | Guitare(s)                      |
| -------------------- | ------------------------------------------- | ------------------------------------------- | ------------------------------- |
| Jeff Beck,           | The Yardbirds                               | Rock                                        | Fender                          |
| Jennifer Batten,     | Michael Jackson, Jennifer Batten            | Pop rock, rock instrumental                 | Ibanez                          |
| Jason Becker         | David Lee Roth, Jason Becker                | Metal néo-classique                         | Carvin                          |
| Nuno Bettencourt,    | Extreme                                     | Hard rock                                   | Washburn                        |
| Ritchie Blackmore    | Deep Purple                                 | Hard rock                                   | Fender                          |
| David Gilmour        | Pink Floyd                                  | Prog Rock, Rock psychédélique               | Fender                          |
| Dimebag Darrell,     | Pantera                                     | Groove metal                                | Dean, Washburn                  |
| Paul Gilbert         | Racer X, Mr. Big                            | Hard rock                                   | Ibanez                          |
| Kirk Hammett         | Metallica                                   | Thrash metal                                | ESP                             |
| Jimi Hendrix,        | Jimi Hendrix Experience                     | Rock, blues                                 | Fender                          |
| Alexi Laiho          | Children of Bodom                           | Death metal mélodique                       | ESP                             |
| Tony MacAlpine       | Tony MacAlpine, Steve Vai, Michel Polnareff | Jazz fusion, metal néo-classique            | Ibanez                          |
| Yngwie Malmsteen,    | Yngwie Malmsteen                            | Rock instrumental, metal néo-classique      | Fender                          |
| Brian May            | Queen                                       | Rock, Opéra Rock                            | Red Special                     |
| Tom Morello,         | Rage Against The Machine, Audioslave        | Rock fusion                                 | Custom made, Fender             |
| Jimmy Page,          | Led Zeppelin                                | Rock                                        | Gibson                          |
| Stevie Ray Vaughan   | Stevie Ray Vaughan                          | Blues                                       | Fender                          |
| Vernon Reid,         | Living Color                                | Rock fusion                                 | Hamer                           |
| Randy Rhoads         | Ozzy Osbourne, Quiet Riot                   | Heavy metal, metal néo-classique, hard rock | Jackson, Gibson                 |
| Carlos Santana       | Carlos Santana                              | Jazz-rock                                   | Paul Reed Smith                 |
| Joe Satriani         | Chickenfoot, Joe Satriani                   | Rock instrumental                           | Ibanez                          |
| Slash                | Guns N' Roses, Velvet Revolver              | Hard rock                                   | Gibson                          |
| Steve Vai            | Steve Vai, David Lee Roth, Whitesnake       | Rock instrumental                           | Ibanez                          |
| Eddie Van Halen      | Van Halen                                   | Hard rock                                   | EVH, Kramer, Peavey, Ernie Ball |
| Angus Young          | AC/DC                                       | Hard rock                                   | Gibson                          |
| Zakk Wylde           | Ozzy Osbourne, Black Label Society          | Hard rock, Heavy metal                      | Gibson                          |
| Michael Angelo Batio | Michael Angelo Batio                        | Metal néo-classique                         | Dean                            |